# STS-99
STS-99 est la quatorzième mission de la navette spatiale Endeavour dont le principal objectif était d'utiliser le Shuttle Radar Topography Mission.

## Équipage
- Commandant : Kevin R. Kregel (4)  États-Unis
- Pilote : Dominic L. Pudwill Gorie (2)  États-Unis
- Spécialiste de mission 1 : Janet L. Kavandi (2)  États-Unis
- Spécialiste de mission 2 : Janice E. Voss (5)  États-Unis
- Spécialiste de mission 3 : Mamoru Mohri (2)  Japon du NASDA
- Spécialiste de mission 4 : Gerhard P.J. Thiele (1)  Allemagne de l'ESA

Le chiffre entre parenthèses indique le nombre de vols spatiaux effectués par l'astronaute au moment de la mission.

## Paramètres de la mission
- Masse :
  - Navette au décollage : 116 376 kg
  - Navette à l'atterrissage : 102 363 kg
  - Chargement : 13 154 kg
- Périgée : 224 km
- Apogée : 242 km
- Inclinaison : 57°
- Période : 89,2 min

## Objectifs
Utilisation du Shuttle Radar Topography Mission (SRTM). Le SRTM est un système de topographie, il a permis de cartographier près de 80 % des terres émergées.